# Postgebäude Delmenhorst

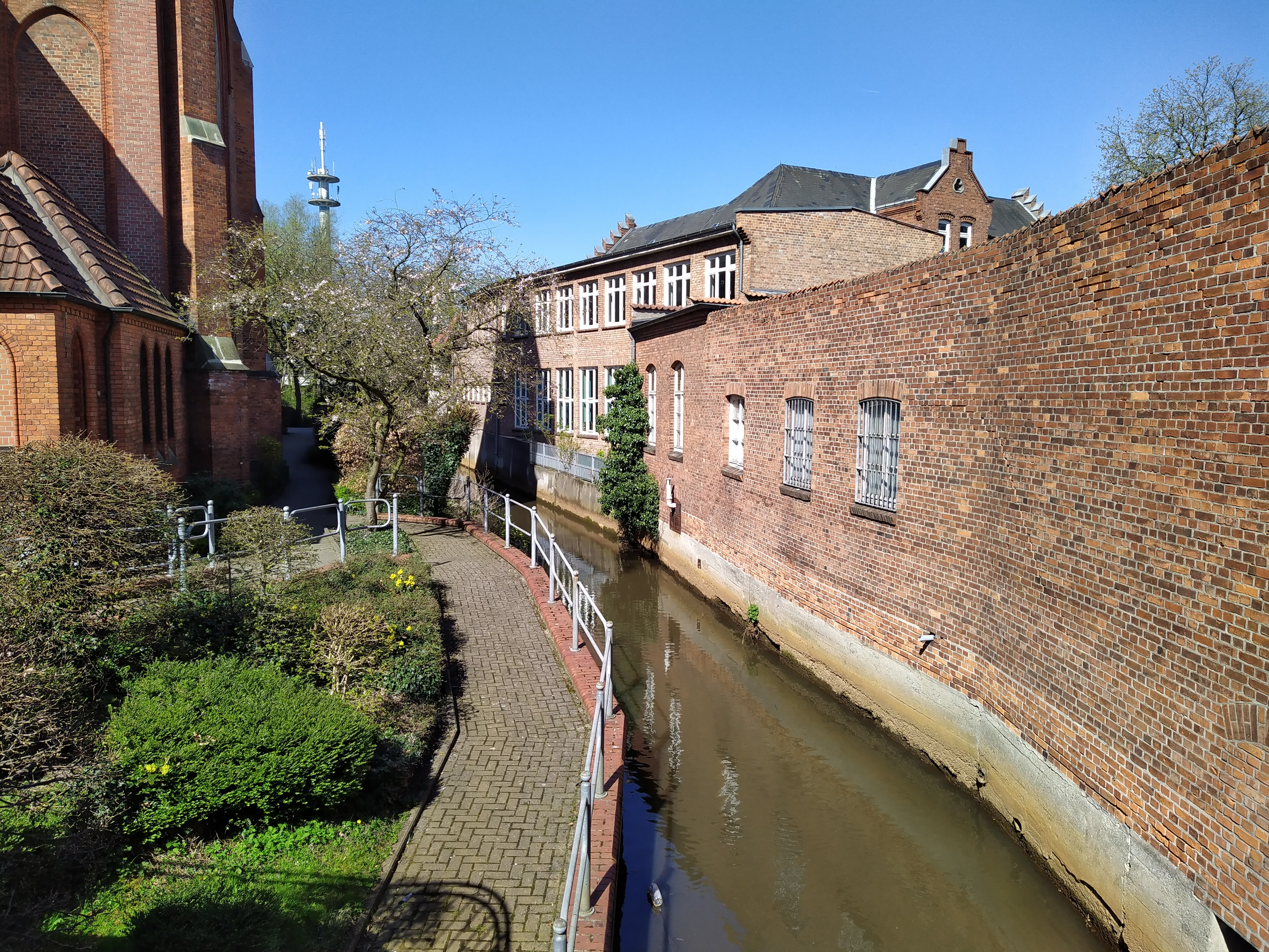
Westdelme bei Sankt Marien, rechts die ehemalige Post

Das ehemalige Postgebäude Delmenhorst in Delmenhorst-Mitte, Louisenstraße 35 und an der westlichen Delme, stammt vom Ende des 19. Jahrhunderts. Es wurde später für einige Jahre als Polizeidienstgebäude genutzt.
Das Bauwerk ist ein Baudenkmal in Delmenhorst.

## Geschichte
Das zweigeschossige historisierende verklinkerte U-förmige ehemalige kaiserliche Postamtsgebäude mit seinem seitlichen markanten Giebel mit dem Schriftzug „Postamt“ stammt von 1893. Der östliche Seitenflügel wurde später aufgestockt. Nach dem Umzug der Post in einen Neubau von 1981 wurde das Gebäude an die katholische Kirche verkauft und umgebaut als Polizeidienststelle genutzt.
1899 war die Delmenhorster Polizei im alten Rathaus, 1903 im Seitenflügel des heutigen Rathauses, 1927 an der Gartenstraße (heute: Stadthaus I Am Stadtwall 1), 1967 in der ehem. Berufsschule, Markstraße 6/7, in den 1980er Jahren im Gebäude der ehemaligen Post, Louisenstraße 35, und heute in dem neuen Verwaltungsgebäude Marktstraße 6/7.
Das Gebäude Louisenstraße 35 wurde an eine Investmentfirma verkauft und steht seit einigen Jahren leer; eine Nutzung als Krankenhaus-Verwaltungsgebäude war vorgesehen.